# Robert Felton (cónego)
Robert Felton (falecido em 1438) foi um cónego de Windsor de 1428 a 1432.

## Carreira
Ele foi nomeado:
- Prebendário de Westminster de Santo Estêvão 1423 - 1438
- Reitor de St Vedast Foster Lane 1425 - 1438
- Prebendário de Bracklesham em Chichester 1432
- Almoner para Henrique VI 1432[2]
- Prebendário de Cadington Major em São Paulo 1433-1438

Ele foi nomeado para a décima primeira bancada na Capela de São Jorge, Castelo de Windsor, em 1428, e ocupou a posição canónica até 1432.